# Kristoffer Eriksen Sundal
Kristoffer Eriksen Sundal (7 febbraio 2001) è un saltatore con gli sci norvegese.

## Biografia
Originario di Oslo e attivo dal dicembre del 2017, Sundal ha esordito in Coppa del Mondo il 5 novembre 2022 a Wisła (18º) e ai Campionati mondiali a Planica 2023, dove ha vinto la medaglia d'argento nella gara a squadre e si è classificato 21º nel trampolino normale e 18º nel trampolino lungo. Il 3 febbraio 2024 ha conquistato il primo podio in Coppa del Mondo a Willingen (3º) e il 2 marzo seguente la prima vittoria, nella gara a squadre disputata a Lahti; ai Mondiali di Trondheim 2025 ha vinto la medaglia di bronzo nella gara a squadre e si è piazzato 33º nel trampolino normale ed è stato squalificato nel trampolino lungo. Non ha preso parte a rassegne olimpiche.

## Palmarès

### Mondiali
- 2 medaglie:
  - 1 argento (gara a squadre a Planica 2023)
  - 1 bronzo (gara a squadre a Trondheim 2025)

### Coppa del Mondo
- Miglior piazzamento in classifica generale: 21º nel 2024
- 11 podi (4 individuali, 7 a squadre):
  - 2 vittorie (a squadre)
  - 4 secondi posti (1 individuale, 3 a squadre)
  - 5 terzi posti (3 individuali, 2 a squadre)

#### Coppa del Mondo - vittorie
| Data            | Località  | Nazione   | Trampolino                                                                              |
| --------------- | --------- | --------- | --------------------------------------------------------------------------------------- |
| 2 marzo 2024    | Lahti     | Finlandia | Salpausselkä HS130 (con Johann André Forfang, Halvor Egner Granerud e Marius Lindvik)   |
| 31 gennaio 2025 | Willingen | Germania  | Mühlenkopf HS147 (con Thea Minyan Bjørseth, Eirin Maria Kvandal e Johann André Forfang) |